# San Marino na Zimowych Igrzyskach Olimpijskich 2002
San Marino na Zimowych Igrzyskach Olimpijskich 2002  reprezentował jeden zawodnik – 17-letni narciarz alpejski Gian Matteo Giordani, który był jednocześnie chorążym ekipy.

## Wyniki
Giordani wystąpił w slalomie gigancie, na starcie którego stanęło 79 narciarzy. Sanmaryńczyk uzyskał 57. czas obu przejazdów, co było najgorszym wynikiem wśród sklasyfikowanych zawodników. Wygrał Austriak Stephan Eberharter.